# Hypothèse de l'anthropocène précoce
L'hypothèse de l'Anthropocène précoce, ou hypothèse Ruddiman, est une hypothèse développée par le climatologue américain William F. Ruddiman, qui affirme que le réchauffement climatique d’origine humaine a commencé il y a 8 000 ans avec les débuts de l’agriculture, donc bien avant l’ère industrielle. La déforestation, l’irrigation et l’élevage auraient entraîné, directement et indirectement, une augmentation significative des concentrations de gaz à effet de serre (dioxyde de carbone et méthane). Cette augmentation aurait eu lieu à un rythme bien moins élevé que celui observé actuellement, mais en se cumulant sur des millénaires elle aurait eu un effet suffisant pour entraîner un réchauffement global de l’ordre de 1 °C. Selon Ruddiman, ce réchauffement ancien aurait contrebalancé la tendance  au refroidissement inscrite dans les cycles du climat, en maintenant le climat au-dessus du seuil de déclenchement d’une nouvelle glaciation. 
De plus, Ruddiman met en rapport certaines périodes de froid observées depuis 2 000 ans, comme le petit âge glaciaire, avec les grandes épidémies ayant frappé l’humanité. L’abandon massif des terres cultivées et la reforestation provoqués par ces pandémies auraient entraîné une baisse des émissions de dioxyde de carbone d’origine agricole et donc réduit le réchauffement pendant ces périodes. 
La proposition de Ruddiman a donné lieu à un vif débat dans la communauté scientifique. Les arguments de ses opposants sont les suivants :  
- les premiers agriculteurs n’ont pas pu avoir un impact significatif sur les émissions de gaz à effet de serre avec une population aussi faible et une technique rudimentaire;
- l’augmentation anormale du dioxyde de carbone depuis 8 000 ans et du méthane depuis 5 000 ans, qui est à la base de l’hypothèse, sont dues à des causes naturelles;
- le retour de la glaciation ne devrait pas avoir lieu avant plusieurs dizaines de milliers d’années, même en l’absence de toute intervention humaine.

Ruddiman a publié des réponses à chacune de ces critiques.

## Le réchauffement climatique préindustriel
En 2003, Ruddiman fait paraître dans la revue Climatic Change un article présentant les bases de la théorie : le réchauffement climatique d’origine humaine n’a pas commencé avec la révolution industrielle, mais avec les débuts de l’agriculture il y a 8000 ans lors de la révolution néolithique. Elle est connue en anglais sous l’expression early anthropocene, Anthropocène étant un néologisme créé par certains scientifiques  pour désigner une nouvelle ère géologique, commencée vers 1800 avec la révolution industrielle et durant laquelle l'action de l'espèce humaine serait devenue une force géophysique agissant sur la planète. Selon Ruddiman, l’Anthropocène serait beaucoup plus précoce dans l’histoire de l’humanité.
Depuis 2.75 millions d’années, le climat terrestre est passé par une suite de longues périodes glaciaires et d’interglaciaires plus chauds et plus courts, comme celui que nous vivons actuellement (l’Holocène). Il est maintenant généralement admis que ces alternances de périodes froides et chaudes sont régulées par des modifications cycliques des paramètres de l’orbite terrestre, parfois appelés cycles de Milankovic (ou Milankovitch). Ces cycles causent les variations du rayonnement solaire incident en fonction du mois de l’année et de la latitude, qui sont la cause des oscillations du climat.  
Mais l’holocène présente selon Ruddiman des caractéristiques que l’on ne retrouve dans aucun des interglaciaires précédents : au cours de ceux-ci, les concentrations de gaz à effet de serre (méthane et CO2) avaient toujours suivi la tendance de l’insolation d’été dans l’hémisphère Nord. En particulier, ils avaient toujours connu un pic à la fin d’une période glaciaire, annonçant le début du réchauffement, puis une descente jusqu’au retour d’une nouvelle glaciation. Au commencement de l’holocène, à la fin de la dernière glaciation, les gaz à effet de serre et l’insolation solaire se comportent suivant ce modèle : ils montent jusqu’à un pic vers -11000, puis commencent à descendre conjointement.
Mais, il y a 8000 ans pour le CO2 et 5000 ans pour le méthane, les courbes de concentration atmosphérique de ces gaz « décrochent » et se mettent à augmenter significativement, alors que celle du rayonnement solaire continue à baisser selon sa tendance naturelle. Le CO2 augmente ainsi en données brutes de 20 à 25 ppm (parties par million) entre 6000 av. J.-C. et les débuts de la révolution industrielle vers 1750, et le méthane d’environ 100 ppb (parties par milliard) entre 3000 av. J.-C. et 1750. Mais l’impact global doit être mesuré en comparant les niveaux de 1750 et ceux qui auraient été atteints en l’absence d’influence humaine, si les gaz à effet de serre avaient suivi leur tendance naturelle dictée par celle du rayonnement solaire. Dans ce cas on obtient un chiffre de 40 ppm pour le CO2 et 250 ppb pour le méthane. 
Selon Ruddiman, seule l’influence humaine, en l’occurrence l’apparition de l’agriculture, peut l’expliquer ce phénomène jamais observé auparavant. Certaines phases du développement des techniques agricoles seraient en effet contemporaines des augmentations de ces deux gaz.

En ce qui concerne le CO2, le responsable principal serait la déforestation par brûlis, significative dès les débuts de l’agriculture malgré la faiblesse des populations concernées. L’augmentation aurait eu lieu en deux temps. En premier lieu, les émissions humaines auraient entraîné une augmentation des gaz à effet de serre (effet direct). Le réchauffement induit aurait réduit la croissance des glaces (banquise antarctique et calottes arctiques). Or, au cours des précédents interglaciaires, l’avancée des glaces avait entraîné une diminution du CO2 atmosphérique par une interruption des échanges entre l’océan recouvert de glace et l’atmosphère. C’est ce phénomène, qui aurait été empêché lors de l’interglaciaire actuel, et qui aurait donc laissé dans l’atmosphère de grandes quantités de CO2 (effet indirect). Ruddiman évalue l’apport en CO2 de l’effet direct à 25-30 % du total.
Pour le méthane à partir de -5000, il identifie trois facteurs principaux. Le premier est l’irrigation, en particulier pour la riziculture qui créa de vastes zones inondées en Asie (le méthane est dégagé dans l’atmosphère par la fermentation des végétaux en l’absence d’oxygène). Le second est le développement de l’élevage des ruminants, qui dégagent quotidiennement  150 à 500 litres de méthane par leurs déjections et flatulences. Le dernier facteur est le brûlage de la biomasse (les herbes en particulier). Selon les sources citées par Ruddiman dans son livre, les débuts de la riziculture en Asie du sud-est et l’extension de l’élevage sont cohérents avec les dates du « décrochage » du méthane de sa tendance naturelle.

## La glaciation évitée
Selon Ruddiman, l’accumulation de gaz à effet de serre dès les débuts de l’agriculture aurait évité à la terre le retour d’un climat froid il y a plusieurs milliers d’années. En effet, sans ce réchauffement ancien, le climat aurait poursuivi sa tendance naturelle au refroidissement due aux cycles de Milankovic, la baisse du rayonnement solaire après le pic en -11000 provoquant un retour de la glaciation comme lors des précédents interglaciaires.  Cet aspect de la théorie de Ruddiman est appelé en anglais overdue glaciation. 
D’après les modélisations effectuées en 2009 par Ruddiman avec John Kutzbach et Steve Vavrus, sans le réchauffement induit par l’ensemble des activités humaines (industrielles et préindustrielles), la terre aurait connu un refroidissement global de l’ordre 2,7 °C dont environ 40 % imputable aux activités agricoles préindustrielles. Il serait encore plus marqué dans les régions polaires (4 à 8 °C) avec un doublement de la glace de mer dans l’hémisphère sud et un remplacement de la forêt par la toundra aux hautes latitudes. Une telle évolution aurait évidemment bouleversé les conditions de vie sur terre, avec des profondes conséquences sur l’histoire de l’humanité.

## Épidémies et climat
En observant plus finement l’évolution du CO2 depuis 2500 ans, Ruddiman constate que la tendance globale à l’augmentation est interrompue par des périodes de baisse. Deux se dégagent en particulier : une entre 200 et 600 apr. J.-C., et une seconde plus marquée entre 1500 et 1750. Cette dernière est contemporaine avec le petit âge glaciaire, dont l’origine a été attribuée au volcanisme, à une baisse de l’activité solaire et/ou à une altération du Gulf Stream.
Selon Ruddiman, ces baisses de CO2 atmosphérique (et les périodes de refroidissement qui en ont résulté) sont liées aux pandémies majeures de l’histoire de l’humanité, telles que la peste noire du XIVe siècle ou les épidémies provoquées par l’arrivée des Européens aux Amériques à partir du XVIe siècle. Les pertes de population massives provoquées par ces pandémies auraient entraîné un recul généralisé et prolongé de l’agriculture, et donc une reforestation des terres abandonnées. La baisse de la consommation de bois due à la dépopulation aurait également joué un rôle. C’est cette reforestation qui aurait entraîné une augmentation de la capture du CO2 atmosphérique par l’effet de puits de carbone, et donc le refroidissement associé. 
Une étude par D.K. Bird et J. Nevle de l’université Stanford, présentée en 2008,affirme que la reforestation consécutive à l’effondrement des populations amérindiennes à l’arrivée des européens pourrait avoir provoqué le petit âge glaciaire de 1500 à 1750. Selon les estimations citées par l’étude, ces épidémies (variole, rougeole, coqueluche) auraient tué en moins d’un siècle au moins 90 % des 60 millions d’habitants des Amériques. En étudiant les dépôts de charbon de bois (traces des défrichements agricoles), les auteurs constatent une augmentation jusqu’à 1500, puis une brutale chute, ne pouvant être attribuée qu’à une baisse massive de population. La reforestation ayant suivi cet abandon des terres agricoles expliquerait 13 à 50 % de la baisse de la concentration du CO2 observée entre 1500 et 1700 dans les carottes glaciaires antarctiques, et serait donc un facteur prépondérant dans le déclenchement du petit âge glaciaire.

## Controverses et réponses
Dès son apparition, et en raison de son caractère révolutionnaire, la théorie de Ruddiman a suscité  à la fois soutiens et critiques. Il reçut notamment le soutien de James Hansen, directeur du NASA Goddard Institute for Space Studies (GISS) qui affirma « je me range aux côtés de Ruddiman », ainsi que d’autres scientifiques. Les critiques furent également nombreuses. La première était que l’agriculture ancienne n’aurait pu dégager les quantités de gaz à effet de serre nécessaires pour provoquer les effets évoqués par  Ruddiman. 

### L'impact de l'agriculture primitive
Selon Gavin Schmidt, climatologue au GISS, « il est extrêmement improbable que les faibles populations et l’étendue limitée des terres cultivées avant la révolution industrielle aient pu entraîner des émissions substantielles ». À propos de cet argument, Ruddiman et Ellis ont fait paraître en 2009 dans Quaternary Science Reviews une étude selon laquelle les premiers agriculteurs utilisaient jusqu’à dix fois plus de surface agricole qu’aujourd’hui pour produire la même quantité de nourriture, en raison de techniques rudimentaires et d’une forte rotation des surfaces cultivées. Leur impact sur l’environnement aurait donc été proportionnellement très important par rapport à leur population. 

### La durée de l'Holocène
Une autre critique concerne le choix des périodes de référence. Pour déterminer que l’évolution du méthane et du CO2 au cours de l’interglaciaire actuel ne pouvait pas être naturelle, Ruddiman l’avait comparée à celle des trois précédents. L’hypothèse de la « glaciation évitée » suppose que l’interglaciaire actuel aurait connu un retour rapide du froid en l’absence d’influence humaine. 
Mais selon des études,, par Michel Crucifix, Marie-France Loutre et André Berger de l’université catholique de Louvain, l’Holocène pourrait encore durer naturellement de 40 000 à 50 000 ans en raison de configurations orbitales particulières. Le meilleur analogue à la situation actuelle serait un interglaciaire plus ancien (environ -400 000 ans), appelé stade isotopique 11, qui dura plus de 20 000 ans, d'après les carottes de glace prélevées en Antarctique. Cela signifie que l’absence de retour vers le froid au cours des derniers millénaires pourrait être attribuée à des causes naturelles et non humaines. Ces résultats ont été corroborés par des simulations numériques réalisées par le groupe du centre de recherche sur les impacts climatiques à Potsdam (Allemagne). Dans son livre, Ruddiman répond que la contradiction n’est qu’apparente. Selon lui, si l’on aligne les deux périodes (holocène et stade 11) sur le point où le rayonnement solaire est minimum, le résultat confirme son hypothèse : les concentrations de méthane et de CO2 baissent de façon naturelle pendant l’interglaciaire ancien, et la remontée observée pendant l’holocène garde donc son caractère anormal. Par ailleurs, il note que la durée du stade 11, d’après l’analyse d‘enregistrements marins, n’a guère excédé 13 000 ans et n’a peut-être en réalité duré que 6000 ans.

### L'origine du carbone
L’origine du carbone contenu dans le CO2 supplémentaire dégagé depuis 8000 ans est également un sujet de controverse. Selon une étude de Wally Broecker (université Columbia) en 2006 elle serait marine et non végétale : l’océan aurait rejeté du carbone dans l’atmosphère pour compenser la baisse de CO2 due à l’accroissement de la masse végétale au début de l’holocène, lors de la fonte des glaces. Il se base sur la répartition entre deux isotopes stables du  carbone: le carbone 12 (C12) et le carbone 13 (C13). La photosynthèse des végétaux contribue à faire augmenter la proportion de C13 dans l’atmosphère, car elle capture plus de C 12. Une diminution importante de la masse végétale par la déforestation inverse ce processus, et on devrait donc constater, à partir de -8000, une baisse du C13 dans l’atmosphère. Or, selon l’étude, une telle baisse n’est pas constatée dans les bulles d’air contenues dans les carottes de glace, ce qui contredit les données de l’hypothèse Ruddiman. Broecker en est un des opposants les plus affirmés : dans un dossier du New Scientist en 2008, il la qualifie de « total non-sens ».
À ceci Ruddiman répondit qu’il était normal que le carbone ne provienne pas principalement  de la végétation, compte tenu du modèle en deux temps qu’il proposait pour expliquer l’augmentation du CO2 : un premier effet direct lié à la déforestation et responsable seulement de 25 % des émissions, puis un effet indirect lié aux échanges océan/atmosphère. La majeure partie du CO2 proviendrait donc bien de l’océan par cet effet de rétroaction.
Dans Nature en 2009, Joachim Elsig, Thomas Stocker et al. relèvent une baisse du C13  de 0,05 pour mille, donc faible et incompatible avec l’hypothèse d’un fort dégagement de carbone dû à une déforestation massive. Comme Broecker, ils attribuent l’augmentation du CO2 au phénomène de compensation océanique. Pour Ruddiman, cette conclusion ne prendrait pas en compte l’ensemble des paramètres. Si la baisse du C13 est apparemment faible, c’est parce qu’elle aurait été contrariée par un puissant effet inverse : la capture de centaines de millions de tonnes de carbone par les tourbières boréales tout au long de l’holocène. Ce phénomène massif aurait poussé la proportion de C13 dans l’atmosphère vers le haut, car le C12, plus léger, est proportionnellement plus capturé. La baisse du C13 due à la déforestation aurait donc été masquée par cette tendance contraire à la hausse. 
Selon lui, pour l’instant, les fondamentaux de son hypothèse (à savoir que les gaz à effet de serre se sont comportés depuis 8000 ans d’une façon jamais observée lors des périodes passées équivalentes) n’ont pas pu être expliqués de façon convaincante autrement que par l’influence des premiers agriculteurs.

#### En français
- William F. Ruddiman, « La charrue, la peste et le climat »(Archive.org • Wikiwix • Archive.is • Google • Que faire ?), (trad. Anne Pietrasik), Randall, 2009,  (ISBN 978-2-35923-000-0)
- Yves Miserey, Interview du paléoclimatologue qui dérange, William Ruddiman, Le Figaro, 6 décembre 2009
- Yves Miserey, Copenhague: rendre justice à William Ruddiman, Le Figaro, 6 décembre 2009
- Stéphane Foucart, Les premiers agriculteurs ont-ils vraiment détraqué le climat ?, Le Monde, 2 octobre 2009
- Sylvestre Huet, Le climat, mutant de 6 000 ans, Libération, 26 septembre 2009
- La révolution néolithique a-t-elle modifié le climat?, Pour la Science, n°330, avril 2005

#### En anglais
- (en) William F. Ruddiman, Plows, Plagues and Petroleum, Princeton University Press, 2005,  (ISBN 978-0-691-13398-0)
- (en) Early farmers 'began global warming process', Telegraph, août 2009
- (en) Nothing new under the sun - Anthropogenic global warming started when people began farming, The Economist, août 2009
- (en) Global warming sparked by ancient farming methods, CNN.com, août 2009
- (en) Climate-Change Study Cites Role of Ancient Farming, The Washington Post, septembre 2009